# Laccophilus taeniolatus
Laccophilus taeniolatus är en skalbaggsart som beskrevs av Régimbart 1889. Laccophilus taeniolatus ingår i släktet Laccophilus och familjen dykare. Inga underarter finns listade i Catalogue of Life.